# 寬鰓珊瑚鰕虎
寬鰓珊瑚鰕虎（学名：Bryaninops loki），又名寬鰓珊瑚鰕虎魚，为辐鳍鱼纲虾虎鱼目鰕虎科珊瑚鰕虎魚屬下的一个种。该物种分布于印度洋-太平洋海域，栖息深度为6米至45米。